# Tāramangalam
Tāramangalam är en ort i Indien.   Den ligger i distriktet Salem och delstaten Tamil Nadu, i den södra delen av landet, 1 900 km söder om huvudstaden New Delhi. Tāramangalam ligger 268 meter över havet och antalet invånare är 23 788.
Terrängen runt Tāramangalam är platt, och sluttar söderut. Runt Tāramangalam är det mycket tätbefolkat, med 2 028 invånare per kvadratkilometer. Närmaste större samhälle är Salem, 19,8 km öster om Tāramangalam. Omgivningarna runt Tāramangalam är en mosaik av jordbruksmark och naturlig växtlighet.